# Isabella (cráter)
Isabella es un cráter de impacto de Venus.

## Características
Se trata del segundo cráter de impacto más grande del planeta. La distribución del material eyectado de Isabella, que es un cráter considerado como de multianillo, se presenta en una disposición asimétrica. Tiene un diámetro de 175 kilómetros. y una profundidad de 1,2 kilómetros.
Su nomenclatura hace referencia a Isabel I de Castilla.